# Bellemagny
Bellemagny es una comuna francesa, situada en el departamento de Alto Rin, en la región  de Alsacia.

## Demografía
| 112 | 124 | 125 | 122 | 157 | 177 |
| Para los censos de 1962 a 1999 la población legal corresponde a la población sin duplicidades (Fuente: INSEE [Consultar]) |     |     |     |     |     |